# عشق به خانواده

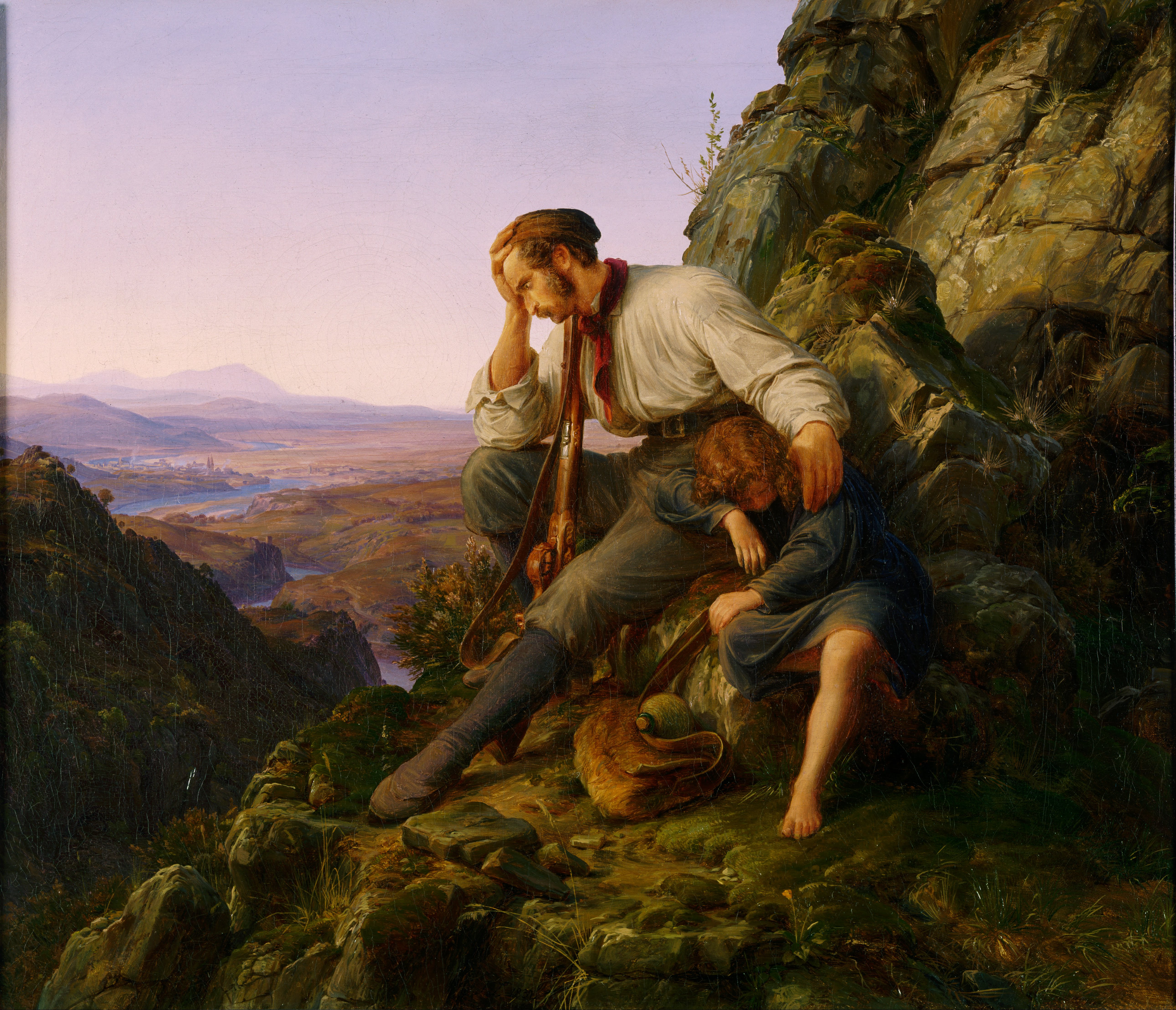
دزد و فرزندش اثر کارل فردریش لسینگ (۱۸۳۲)

عشق به خانواده از یونانی باستان  στοργή (storgḗ) «love, affection»)، یا عشق خانوادگی، به عاطفه طبیعی یا غریزی مانند عشق والدین به فرزندان و برعکس گفته می‌شود.
در روان‌شناسی اجتماعی اصطلاح دیگری برای عشق بین دوستان خوب فیلیا است.